# Пилесево
Пилесево — село в Атяшевском районе Мордовии. Входит в состав Козловского сельского поселения.

## История
В «Списке населённых мест Симбирской губернии за 1863» Пилесево удельная деревня из 63 дворов в Ардатовском уезде.

## Население
| 2002 | 2010 |
| ---- | ---- |
| 259  | ↘209 |

Национальный состав
Согласно результатам Всероссийской переписи населения 2002 года, в национальной структуре населения мордва-эрзя составляли 90 %.